# Preussag
Preussag, ursprungligen Preussische Bergwerks- und Hütten AG var ett i Berlin 1923 grundat företag, som skapades av den preussiska statens alla företag inom bergsbrukets område.
Preussag ombildades 2002 till TUI.